# Court Tomb von Ally

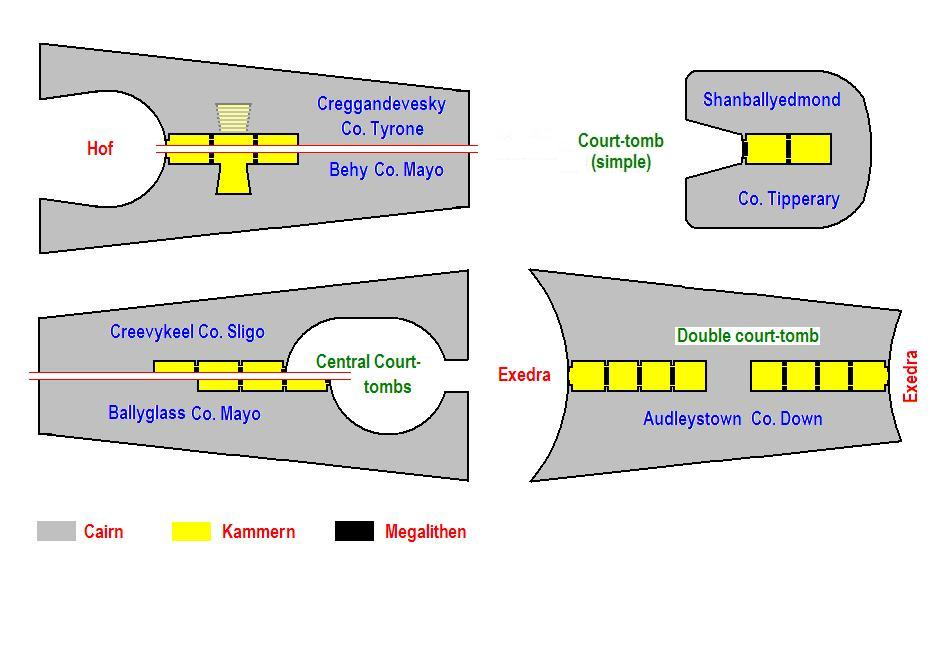
Typen von Court Tombs

 Das Court Tomb von Ally (lokal Long Cairn oder Giant’s Grave genannt) liegt auf einer Lichtung im Wald Lough Bradan Forest im Townland Ally (irisch Ailigh „Felsformation“, vermutlich nach dem Court Tomb benannt) im County Tyrone in Nordirland. Es befindet sich nahe der Grenze zu Irland, etwa 50 Meter von der Straße C669 (Bradan Road) von Drumskinny (County Fermanagh) nach Drumquin (County Tyrone). Court Tombs gehören zu den megalithischen Kammergräbern (englisch chambered tombs) in Irland und Großbritannien. Sie werden mit etwa 400 Exemplaren größtenteils in Ulster im Norden der Republik Irland und in Nordirland gefunden. Der Begriff Court Tomb wurde 1960 von dem irischen Archäologen Ruaidhrí de Valera eingeführt. 
Das pittoreske Court Tomb liegt auf einer Anhöhe in einem etwa 35 m langen und 15 m breiten Nord-Süd orientierten  Cairn. Der Hof (englisch court) am nördlichen Ende ist kaum erkennbar, da in einen modernen Schafstall integriert. Die Randsteine des Hofes und Cairnmaterial wurden vermutlich beim Bau des Schafstalls verwendet.
Auffällig ist ein dicker horizontal gespaltener mit Vegetation bedeckter Sturz über dem Zugang zur etwa 7,0 m langen und 2,0 m breiten Galerie, deren Kammerunterleilung fehlt. Berichte erwähnen, dass sie in zwei Kammern unterteilt war. Der Zugang zur Galerie ist durch Trockenmauerwerk blockiert, das Teil der Schafstallreste ist. Es gibt etwa 10 Meter südlich eine mit Cairnmaterial gefüllte Nebenkammer mit östlichem Zugang. Sie ist etwa 1,5 Meter breit, 2,0 Meter lang und 60 Zentimeter tief.
In der Nähe liegen der Cairn, der Steinkreis und die Steinreihe von Drumskinny.